# Солнечный (Вологодская область)
Солнечный — посёлок в Устюженском районе Вологодской области.
Входит в состав Устюженского сельского поселения, с точки зрения административно-территориального деления — в Устюженский сельсовет.
Расстояние по автодороге до районного центра Устюжны — 3 км.
Население по данным переписи 2002 года — 86 человек (46 мужчин, 40 женщин). Преобладающая национальность — русские (92 %).